# Acleris askoldana
Acleris askoldana (лат.) — вид бабочек из семейства листовёрток. Распространён в Амурской области, Хабаровском и Приморском краях и на южных Курильских островах (Кунашир). Обитают в долинных широколиственных и смешанных лесах. Гусеницы живут в сплетённых листьях и бутонах на верхушках побегов жимолостных — жимолости Рупрехта, жимолости съедобной, диервилле цветущей, дейции, вейгеле корейской, Abelia spathulata. Размах крыльев бабочек 11—15 мм.